# 卡扎利斯
卡扎利斯（法語：Cazalis，法語發音：[kazalis]）是法国吉伦特省的一个市镇，属于朗贡区。

## 地理
卡扎利斯（44°20'31"N, 0°22'48"W）面积46.81 平方千米，位于法国新阿基坦大区吉倫特省，该省份为法国西南部沿海省份，是法國本土面积最大的省，北起滨海夏朗德省，西临大西洋，南至朗德省，东南接洛特-加龍省，东临多爾多涅省。
与卡扎利斯接壤的市镇（或旧市镇、城区）包括：普雷沙克、布里代、吕克莫。
卡扎利斯的时区为UTC+01:00、UTC+02:00（夏令时）。

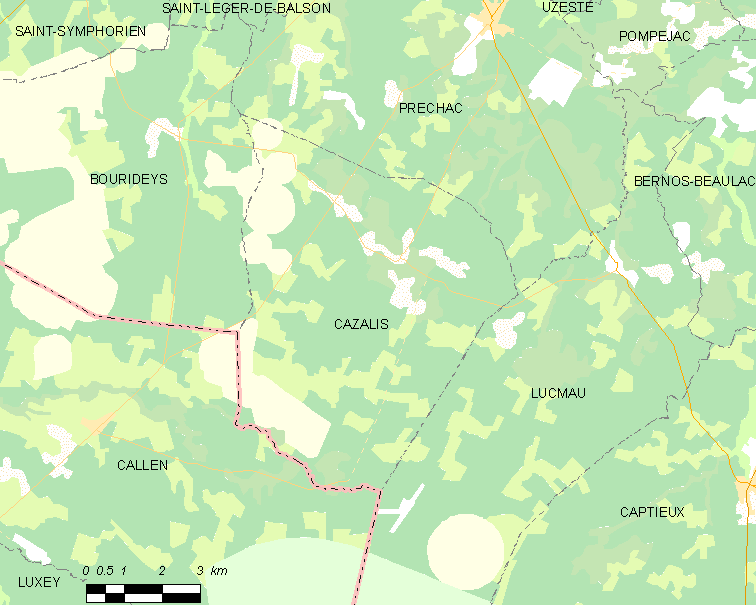
卡扎利斯的OSM定位图

## 行政
卡扎利斯的邮政编码为33113，INSEE市镇编码为33115。

## 政治
卡扎利斯所属的省级选区为南吉伦特县。

## 人口

1962-2008年间卡扎利斯人口变化图示

卡扎利斯于2022年1月1日时的人口数量为255人。